# ドンアヴィア
ドンアヴィア（ロシア語: Донавиа、英語：Donavia）は、ロシアのロストフ州ロストフ・ナ・ドヌにかつて存在した航空会社であった。アエロフロート・ロシア航空の子会社であり、国内路線だけでなく中東諸国等への旅客便や貨物便の運航を担当していた。

## 概要
前身は、アエロフロート・ソ連航空のロストフ航空総局であった。1991年のソ連崩壊に伴う旧アエロフロート解体によって独立し、ドンアヴィアとして運航を開始した。
2000年に、アエロフロートが株式を取得して子会社化した。同年4月13日から社名をアエロフロート・ドンに変更し、アエロフロートの完全子会社となった。
2009年9月25日に「アエロフロート・ドン」から「ドンアヴィア」へ社名を変更した。
2016年3月27日付けで、オレンエアと共にロシア航空に吸収合併され、ドンアヴィアとしての運航を終了した。

## フリート

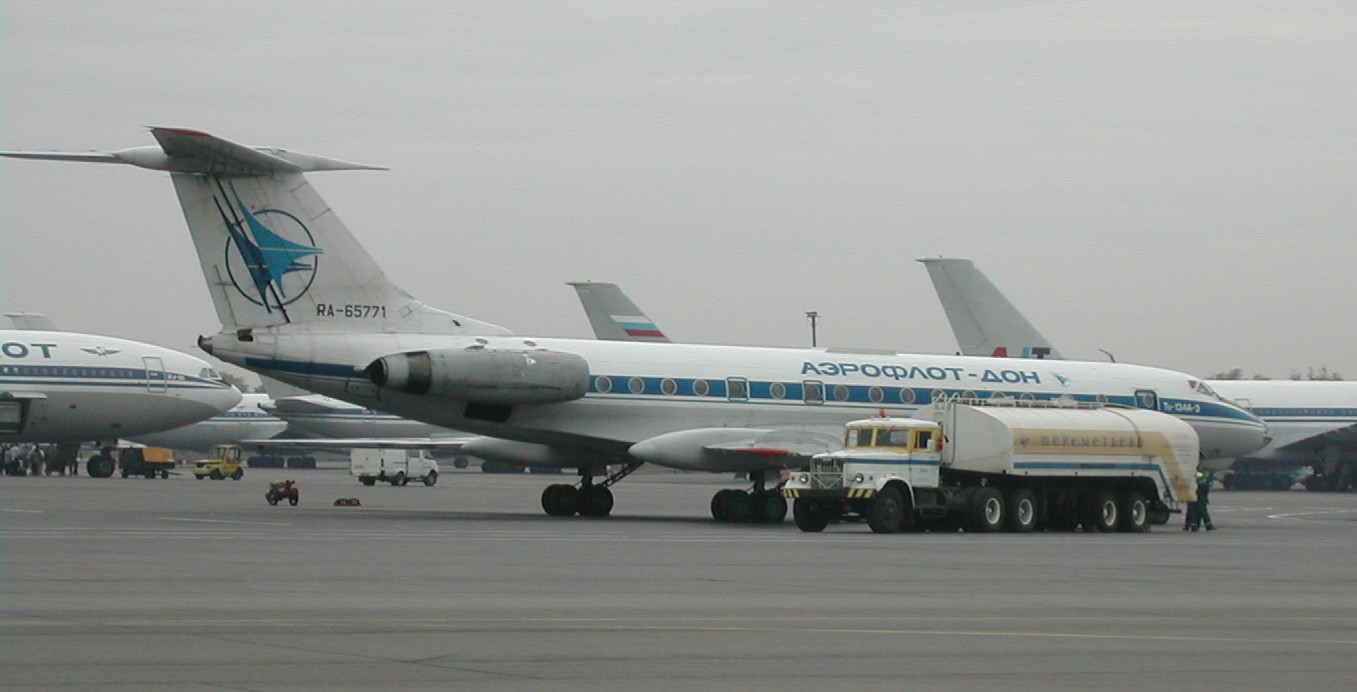
ドンアヴィアのTu-134型機

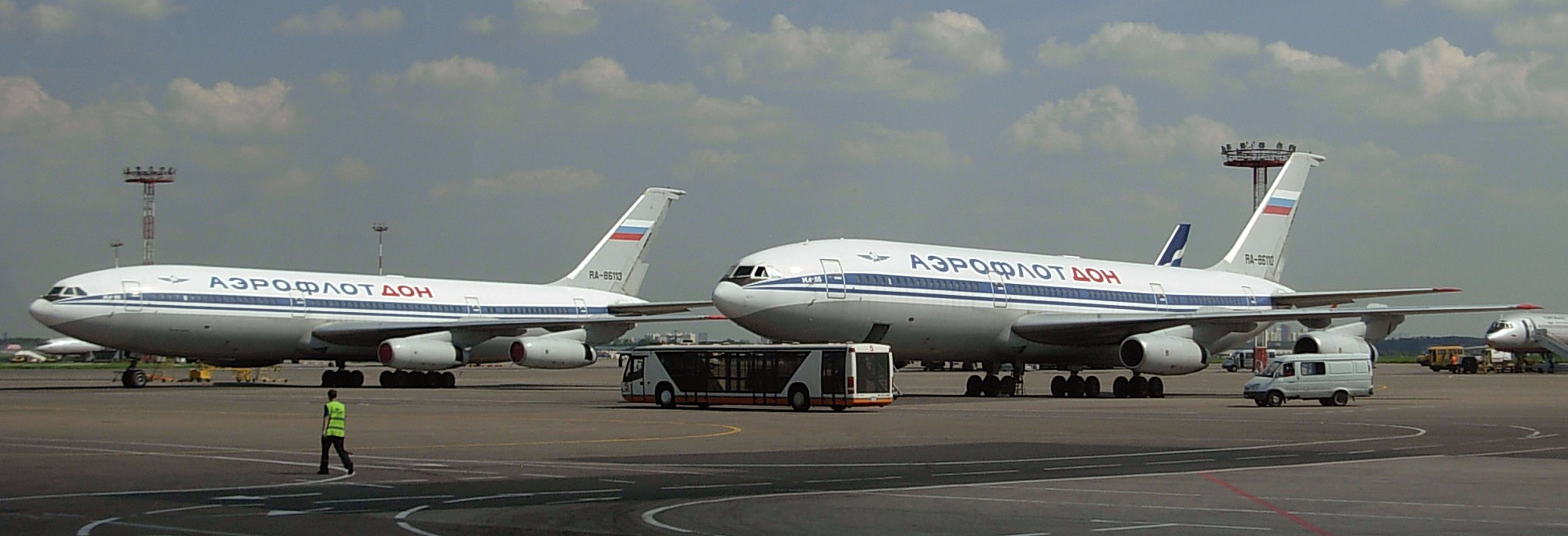
ドンアヴィアのIl-86型機

保有する機体は、ロシアの多くの航空会社と同様に旧ソ連製の旧型が多く、中距離旅客機をTu-134型機やTu-154型機のほか、旧ソ連最初のワイドボディ機であるIl-86型機が運航されていた。
ただし、近年はアメリカ合衆国製のボーイング737型機への更新が進められている。この動きは親会社のアエロフロートがエアバスA320型機を導入しているのとは異なっている。
2008年5月現在の保有機
- ボーイング737-500　13機
- イリューシンIl-86　4機
- ツポレフTu-134A-3 5機
- ツポレフTu-154B2 2機
- ツポレフTu-154M 4機